# Flight of the Living Dead: Outbreak on a Plane
Flight of the Living Dead: Outbreak on a Plane e um filme estadunidense de 2007 do gênero terror e suspense dirigido por Scott Thomas, jogando fora o conceito do filme de 2006 Snakes on a Plane. Thomas co-escreveu o roteiro com Mark Onspaugh e Sidney Iwanter. O filme foi originalmente chamado de Plane Dead, mas o título foi alterado durante a festa fantasia de Montreal em 2007; no entanto, apesar de uma exibição bem sucedida lá e em outras festas, o filme não ganhou uma liberação comercial e foi emitido diretamente para DVD sem nenhuma classificação.

## História
Em um voo comercial de Los Angeles para Paris, um grupo de renomados cientistas contrabandearam a bordo um contêiner secreto contendo uma colega cientista infectada com um vírus mortal geneticamente modificado que reanima os mortos. O vírus e uma variante do vírus malásia criado por três cientistas. Eles descobriram o vírus e o fabricaram com a intenção de transforma-lo em uma arma biológica. Seu objetivo era produzir soldados que poderiam continuar lutando, mesmo quando mortalmente feridos. O vírus e transmitido através de fluidos corporais. Os infectados tem habilidades sobre-humanas, correndo e saltando além das capacidades humanas. Os zumbis se tornam muito resistentes, e um zumbi especial sobrevive apesar de ter sido jogado no motor de um avião.
O jato jumbo 747 encontra tempestades enormes, e a turbulência libera um dos cientistas do porão de carga. Dois dos cientistas vão abaixo para verificar se o contêiner não foi danificado durante a turbulência, e também são mortos, começando um surto de zumbis. Os passageiros não infectados devem lutar pela sobrevivência a bordo do voo. Nenhum governo vai permitir que o avião infectado pouse, deixando os sobreviventes encalhados no céu com seus algozes vorazes. Billy, sua esposa Anna, Burrows, Frank, Paul e Megan, uma aeromoça a bordo do avião, são os únicos sobreviventes do surto. Eles devem fazer o seu caminho para a cabine e sinalizar um avião de combate atrás deles que ainda ha sobreviventes a bordo do 747, ou o jato de combate vai destruir o avião. Depois de conseguir obter o MPK5 do guarda morto, Burrows, Frank e Billy fazem seu caminho a partir da cauda do avião ate a cabine, enquanto o casal fica para trás. Billy foi mordido, mas ele consegue matar alguns dos passageiros infectados, enquanto Anna vem para ajudar Billy, matando uma passageira infectada empurrando um guarda-chuva em sua boca. Depois que ambos são cercados, Billy abre a saída de emergência e a maioria dos passageiros infectados e sugada para fora.
Frank e Burrows chegam a cabine, onde Frank mata o piloto e o copiloto zumbi, e eles tentam desativar o piloto automático e sinalizar o jato que dispara um míssil. Em um último recurso eles sacodem as asas do avião, alertando o jato. O piloto do caça bate a chave de interrupção e o míssil explode longe do 747, mas perto o suficiente para abrir um buraco na lateral. Todos os zumbis são aparentemente sugados para fora. Frank e Burrows tentam controlar o avião, mas batem em um terreno montanhoso e caem perto de Las Vegas, Nevada.
Quando Megan, Burrows, Paul e Frank se movem em direção a cidade, mostra-se que aparentemente alguns dos zumbis também sobreviveram a queda,e também estão se movendo em direção a cidade.

## Elenco
- David Chisum como Truman Burrows
- Kristen Kerr como Megan
- Kevin J. O'Connor como Frank Strathmore
- Richard Tyson como Paul Judd
- Raymond J. Barry como Capt. Ray Banyon
- Todd Babcock como Copiloto Randy Stafford
- Derek Webster como William "Long Shot" Freeman
- Erick Avari como Leo Bennett
- Siena Goines como Anna Freeman
- Brian Thompson como Kevin
- Heldi Marnhout como Emily
- Sarah Laine como Cara
- Brian Kolodziej como Peter